# Eulimella torquata
Eulimella torquata is een slakkensoort uit de familie van de Pyramidellidae. De wetenschappelijke naam van de soort is voor het eerst geldig gepubliceerd in 2011 door Pimenta, Santos & Absalão.